# Formacja Nieżywych Schabuff
Formacja Nieżywych Schabuff — польская рок/поп-группа, образованная в 1982 году в городе Ченстохова.

## История
Группа первоначально функционировала под названием Formacja Nieżywych Schabuf (c одной f), с Яцеком Палухой (Palucha) в качестве лидера группы, солиста и автора песен. Группа выступала в жанре который можно классифицировать как авангардная кабаре-поп-музыка. В 1985 году они выступали на фестивале в Яроцине.
Большой популярности группа добилась в 1988 году, когда они выступали в следующем составе: Яцек Палуха (Pałucha) (вокал), Рафал Лушчик (Łuszczyk) (бас-гитара), Войцех Виерус (Wierus) (гитара), Александр Клепач (Klepacz), Яцек Отржеба (Otręba) (клавишные) и Роберт Белецкий (ударные). Тогда был записан их первый альбом, «Wiązanka melodii młodzieżowych».
С момента выхода альбома группа обрела национальную славу. Главным хитом стала песня «Klub wesołego szampana» («Клуб веселого шампанского») (с рефреном «Chciałabym, chciała», «Я хотел бы, она хотела бы») на слова Войцеха Плохарского, исполненную вместе с актрисой Малгожатой Пеньковской.
В 1989 году из-за разногласий по поводу дальнейшего развития из группы ушел Яцек Палуха. Роль ведущего вокалиста стал исполнять Александр Клепач. Кадровые изменения также привели к изменению стиля группы в сторону поп-музыки.
Группа записала второй альбом, «Schaby» в 1991 году. В 1994 вышел альбом лучших песен, в котором группа представила акустические версии своих хитов.
20 сентября 1996 года группа выступила на концерте Майкла Джексона в Варшаве.
Группа известна исполнением кавер-версии песни «Свобода» группы «Ленинград».

## Дискография
- Wiązanka melodii młodzieżowych (1989, Wifon)
- Schaby (1991, Zic Zac)
- Urodziny (1993, D’art Corporation)
- Nasze piosenki najlepsze (1994, Intersonus)
- Fantomas (1995, Zic Zac)
- Foto (1998, Pomaton EMI)
- Z archiwum X-lecia (1999, Pomaton EMI)
- Gold (2000, Koch International)
- Złota kolekcja: Klub wesołego szampana (2001, Pomaton EMI)
- Supermarket (2003, Universal Music Polska)
- Gwiazdy XX Wieku: Formacja Nieżywych Schabuff (2004, BMG)
- 24h (2008, Dream Music)

## Синглы
- Ty (2007)
- Ławka (2008)
- Przez chwilę (2008)
- Serce z piernika (2010)
- Niewidzialny (2010)
- Kochankowie na czasie (2013)